# Crossword
Crossword ist ein Thriller von Michael Vlamis. Das Filmdrama mit dem Regisseur und Aurora Perrineau als nach dem Tod der Tochter trauerndes Ehepaar, Sarah Ramos und Harvey Guillén in den Hauptrollen ist Vlamis’ Regiedebüt bei einem Spielfilm und soll Ende Oktober 2024 beim Austin Film Festival seine Premiere feiern.

## Handlung
Nach dem Tod ihrer Tochter konzentriert sich Tessa auf die Fortsetzung ihrer gefeierten Kinderbuchreihe Lily Learns. Ihr Ehemann James sucht Trost im täglichen Lösen von Kreuzworträtseln, bis diese ein Eigenleben zu entwickeln beginnen.

## Produktion

### Filmstab und Besetzung
Regie führte Michael Vlamis, der gemeinsam mit Kyle Anderson auch das Drehbuch schrieb. Es handelt sich bei Crossword um das Regiedebüt bei einem Spielfilm des aus Fernsehserien wie Roswell, New Mexico und Filmen wie 5 Years Apart bekannten Schauspielers. Den Filmschnitt übernahm Ed Yonaitis, der zuletzt für Filme wie Low Tide und Wild Indian tätig war.
Vlamis spielt im Film zudem James. Die Rolle seiner Ehefrau Tessa besetzte er mit seiner Lebenspartnerin Aurora Perrineau, die besonders für die Hauptrolle in Daniel Stines Tragikomödie Virginia Minnesota bekannt ist. In weiteren Hauptrollen sind Sarah Ramos und Harvey Guillén zu sehen.

### Filmmusik und Veröffentlichung
Die Filmmusik komponierte Matthew Robert Cooper.
Die Premiere des Films ist Ende Oktober 2024 beim Austin Film Festival geplant.